# کانتون آرچیدونا
کانتون آرچیدونا (به اسپانیایی: Cantón Archidona) یک منطقهٔ مسکونی در اکوادور است که در استان ناپو واقع شده‌است.